# Solotîne, Ovruci
Solotîne (în ucraineană Солотине) este un sat în comuna Rudnea din raionul Ovruci, regiunea Jîtomîr, Ucraina.

## Demografie
Componența lingvistică a localității Solotîne
     Ucraineană (50%)
     Belarusă (50%)
Conform recensământului din 2001, majoritatea populației localității Solotîne era vorbitoare de ucraineană (50%), existând în minoritate și vorbitori de belarusă (50%).